# モ式小銃
モ式小銃（モしきしょうじゅう）は、昭和13年（1938年）に日本陸軍がナチス・ドイツから輸入したボルトアクション式小銃である。また中国大陸で日本軍が鹵獲したり製造したモーゼル式小銃もモ式小銃と呼ばれた。

## 概要
昭和12年（1937年）の日独伊防共協定成立後、軍事協力強化の一環として、日本はイタリアおよびドイツから小銃を購入した。このときにイタリアから購入したものがイ式小銃、そしてドイツから購入したものがモ式小銃である。
日本陸軍が作成したモ式小銃および銃剣の準制式制定に関する記録によれば、モ式小銃はI型、II型、III型の3種類があった。また、「I型およびIII型」として、歩兵・騎兵用のモーゼル・スタンダードM1924およびチェコ製vz.24の2種の名が挙げられている
準制式制定に関する記録で言及されたなかったII型は、当時ドイツ国防軍が主力歩兵銃として配備していたKar98kであったと言われている。陸軍は1939年1月にモーゼル社からのKar98k購入を指示しており、前払い決済の許可が3月18日に行われている。当時はヨーロッパから日本への船便が2ヶ月ほど掛かったため、これらのKar98kは5月の審査に間に合わず、そのために先述の記録においては言及されなかったとされる。M1924は8千丁、Kar98kは2万丁を輸入した記録が残っている。また、これらとは別に、昭和通商および三菱商事が中国大陸の親日政府向けのモーゼル小銃を輸入していた。

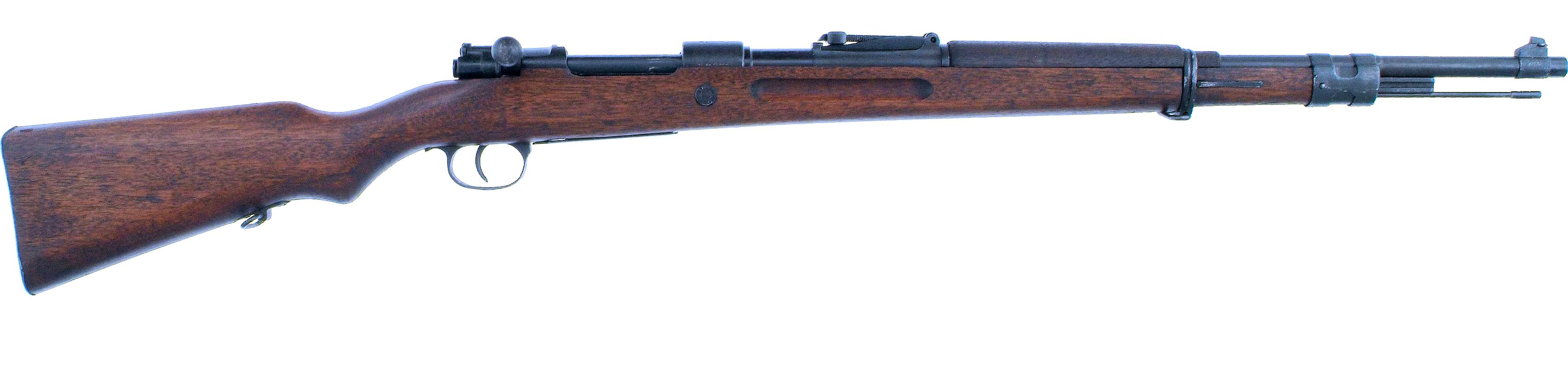
M1924（写真は中国で国産化された中正式歩槍）
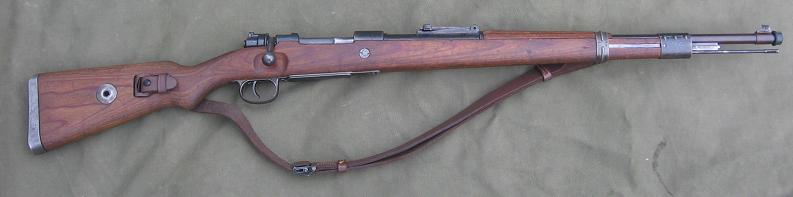
Kar98k
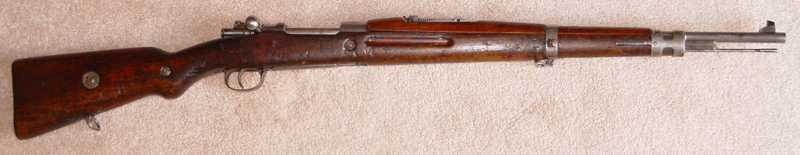
Vz.24

1939年4月から5月にかけて、開発中の試製九九式小銃との比較審査を行い、使用に問題無しと判定され、同年10月に準制式化された。
もともとはドイツから輸入され準制式採用されたこれらの小銃のみがモ式小銃と呼ばれていたが、後には中国で入手された雑多な鹵獲品のモーゼル小銃なども含まれるようになった。
詳しい記録は残っていないものの、共に購入されたイ式小銃と同様、主に二線級部隊や海軍の基地警備隊などで使われたと見られている。